# Скляр (професія)

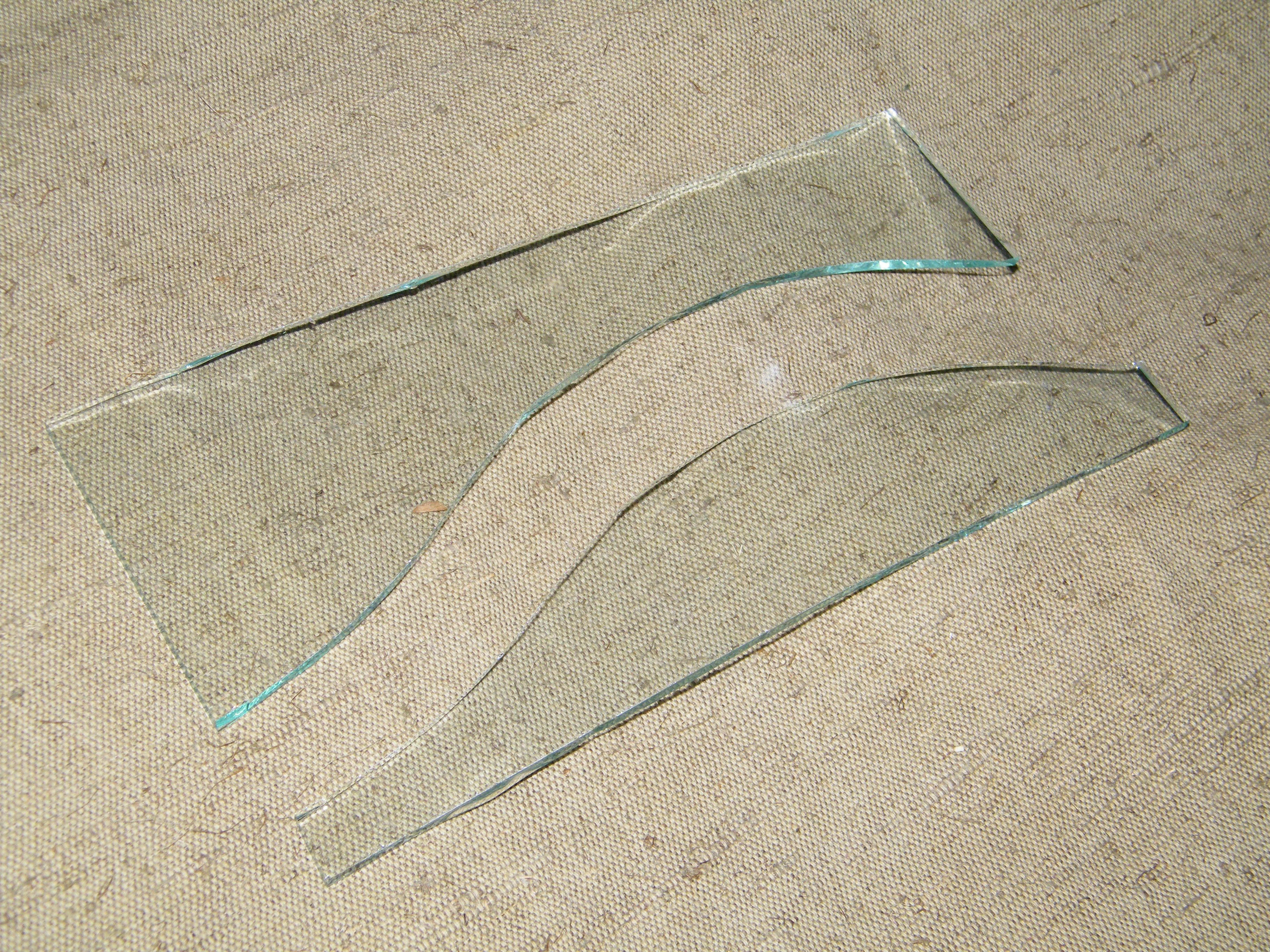
Скло можна різати не тільки по прямій лінії

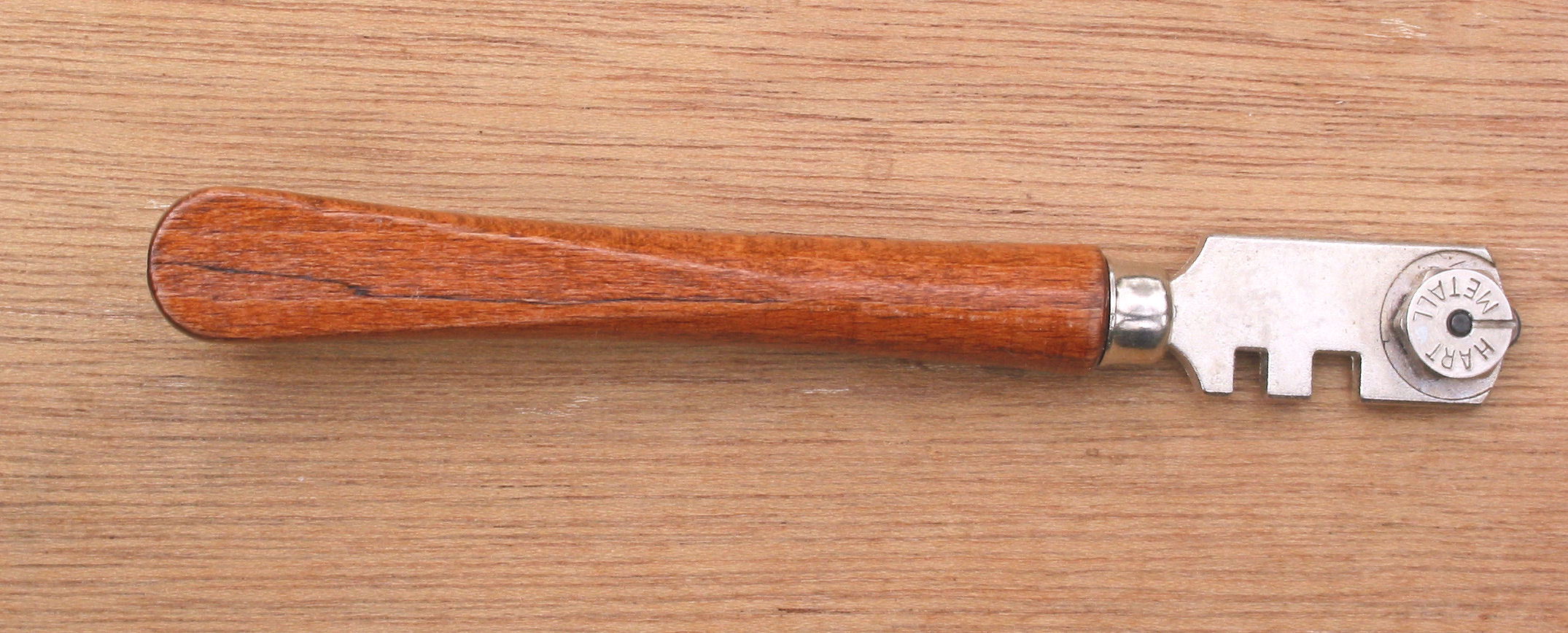
Класичний роликовий склоріз

Скляр — фахівець, що займається різкою скла (дзеркал). Як інструмент використовуються склорізи різних видів (алмазні і твердосплавні), лінійки і метри — для відмірювання, косинці — для перевірки прямих кутів (у разі прямолінійного різання). Різання скла проводиться, як правило на столі, який повинен бути плоским, в іншому випадку підвищується брак: скло колеться нерівно. Склярі роблять як прямолінійні, так і криволінійні нарізки. Існує безліч способів ручного різання скла (див. відео).
У промислових масштабах скло ріжеться на спеціальних верстатах, проте розламують його все одно вручну. Також скляр займається склінням вікон, балконів (лоджій) та виготовленням шліфувального скляного паперу.